# Châtel-de-Joux
Châtel-de-Joux – miejscowość i gmina we Francji, w regionie Burgundia-Franche-Comté, w departamencie Jura.
Według danych na rok 1990 gminę zamieszkiwało 59 osób, a gęstość zaludnienia wynosiła 4 osoby/km² (wśród 1786 gmin Franche-Comté Châtel-de-Joux plasuje się na 684. miejscu pod względem liczby ludności, natomiast pod względem powierzchni na miejscu 215.).